# Zamłynie (Radom)

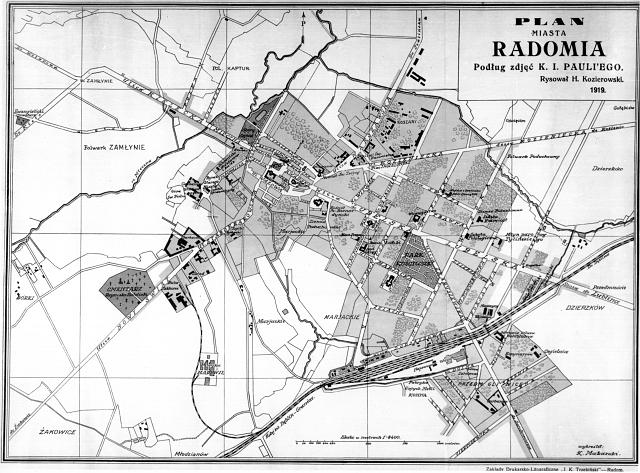
Plan miasta Radomia z Folwarkiem Zamłynie (1919)

Zamłynie – dzielnica w zachodniej części Radomia, dawniej wieś. Przyłączona do miasta w 1916 jako folwark. Jedna z najstarszych dzielnic Radomia. Od południowego wschodu graniczy z Piotrówką.
Nazwa Zamłynie pochodzi od młyna, funkcjonującego w średniowieczu. Wieś królewska, położona była w drugiej połowie XVI wieku w powiecie radomskim województwa sandomierskiego. 
Do centrum osiedla jeździ krańcująca tam linia 2 oraz przelotowo linie 5, 6, 8, 10, 12, 15, 25 oraz prywatne C, D, W, Z. Granice Zamłynia wyznaczają ulice Kielecka, Wspólna, Maratońska. 

## Sport
- Zamłynie Radom – klub piłkarski mężczyzn i kobiet.
- Rosa Radom – Klub koszykarski mężczyzn.